# Hustad

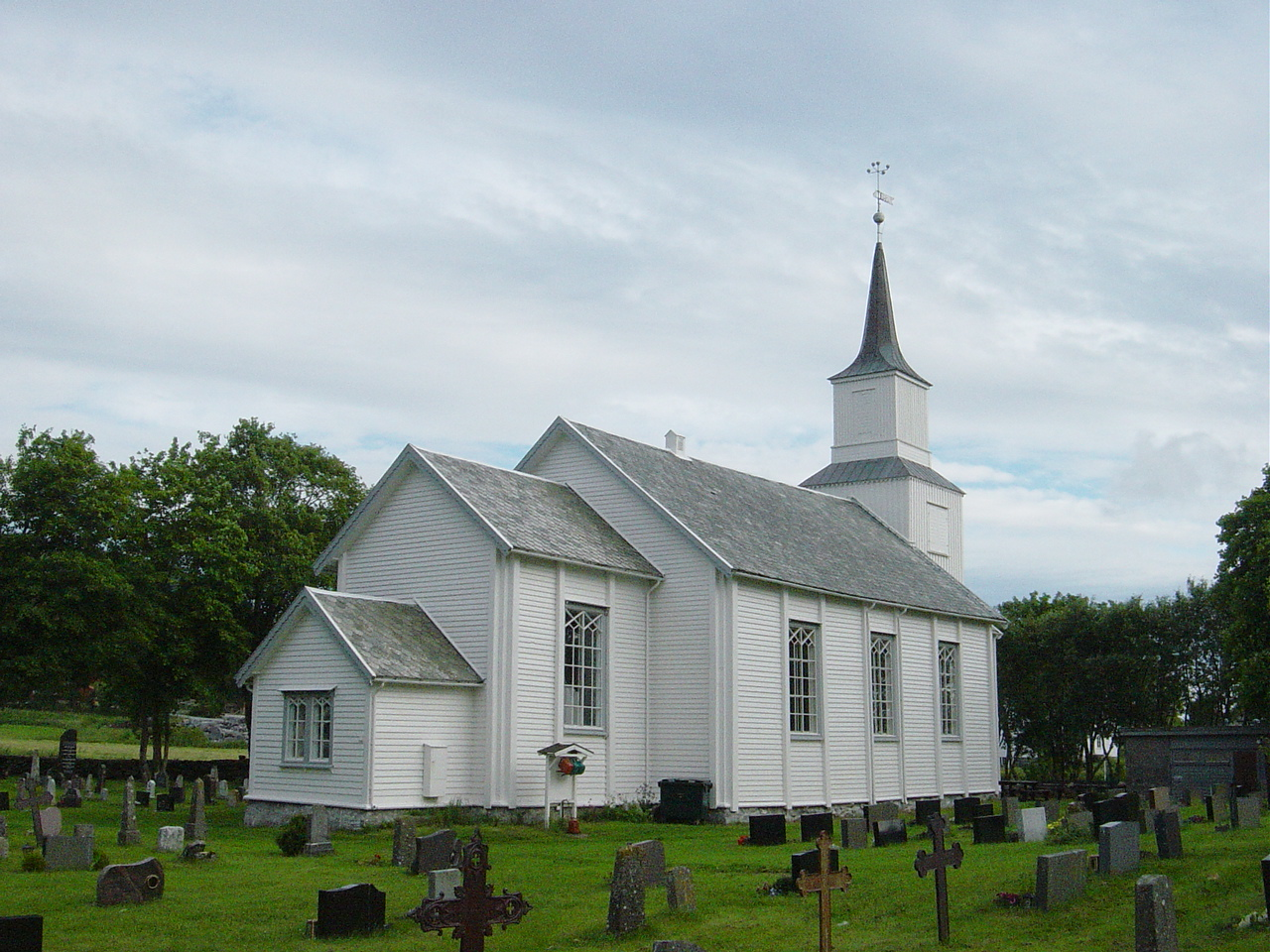
Iglesia de Hustad

Hustad es también el nombre antiguo del municipio de Sandvollan.
Hustad es una población que forma parte del condado de Møre og Romsdal, Noruega. La villa de Hustad fue centro administrativo del municipio de su nombre.

## Historia
El 29 de agosto de 1123 el rey Øystein I de Noruega falleció repentinamente, en Hustad, tras un banquete.
El 1 de julio de 1918 fue creado por segregación el municipio. En ese momento tenía una población de 2,062 habitantes.
El 1 de enero de 1964, Hustad y la población pesquera de Bud fueron incorporados al municipio de Fræna.[cita requerida]